# Stație electrică

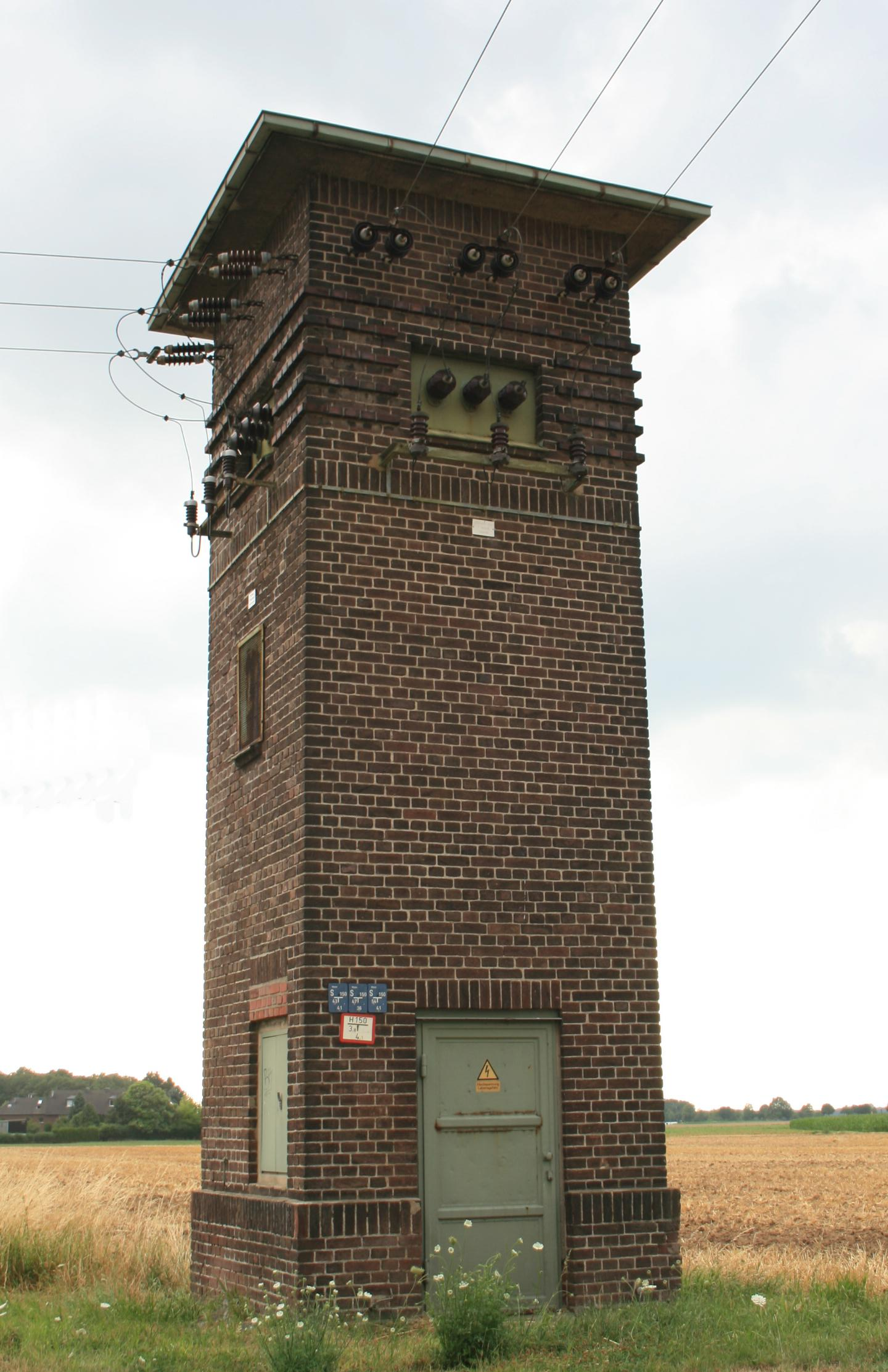
Post de transformare în construcție turn

O stație de energie electrică este o parte a unei rețele electrice, situată în același loc, fiind constituită în principal din capetele unei linii electroenergetice  de transport sau de distribuție, echipamente electrice, clădiri, și eventual transformatoare electrice. 
Prin urmare, o stație electrică este un element de rețea, care servește la transportul și distribuția energiei electrice. Ea face posibilă  ridicarea tensiunii  electrice pentru transmisie, iar apoi la celălalt capăt al liniei electrice coborârea acesteia  pentru consumul energiei electrice  de către utilizatori (persoane fizice sau industriale). Stațiile elecroenergetice  se găsesc  astfel la capetele liniilor de distribuției și de transmisie. 

## Utilizarea stațiilor de înaltă tensiune

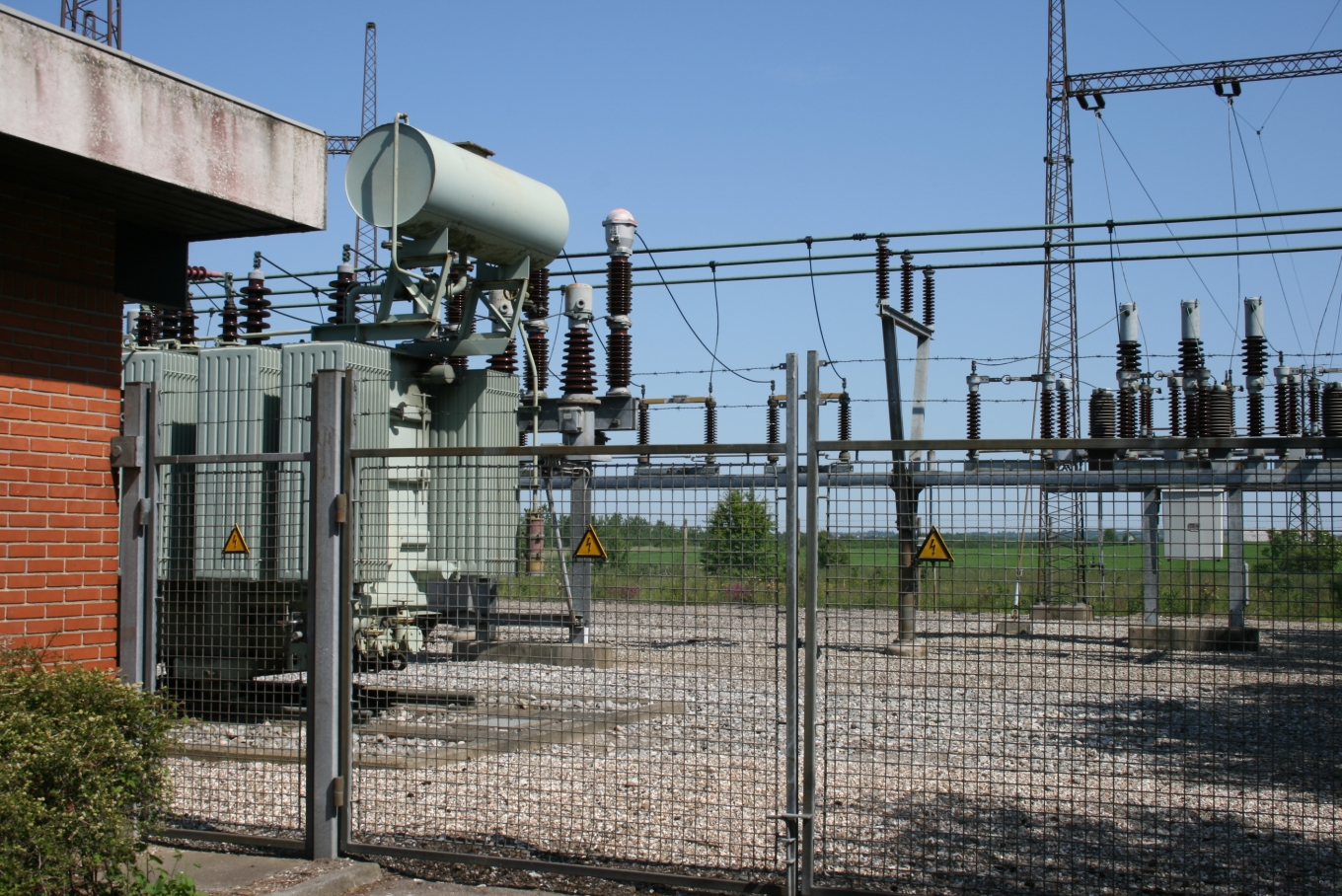
Stație electrică de î.t. cu transformator

Stațiile de î.t. au trei funcții principale:
- Conectarea unei a treia rețele electrice
- Interconectare între diferite  linii electrice (asigură distribuția energiei electrice între diferite linii conectate la stației)
- Transformarea  energiei electrice în energie de diferite nivele de tensiune